# Casa Fresneda
La Casa Fresneda és un edifici del municipi de l'Escala inclòs en l'Inventari del Patrimoni Arquitectònic de Catalunya.
Està situada dins del nucli antic de la població de l'Escala, a l'extrem nord de la Punta, amb façanes al passeig de la Riba, la plaça de l'Esquirol i el carrer de la Torre.

## Descripció
És un edifici format per dues crugies, construïdes damunt del desnivell del terreny costaner. Entre el carrer de la Torre, on hi ha l'accés principal, i el passeig de la Riba, aquest desnivell facilita la creació d'una planta semisoterrada, amb accés des del passeig. La distribució es completa amb planta baixa i pis, i una tercera planta ubicada a la crugia sud. Aquesta presenta coberta de teula a quatre vessants, amb ràfec de dents de serra, mentre que el cos nord té la coberta plana amb terrat, delimitat per una barana correguda d'obra. Les tres façanes presenten les obertures rectangulars emmarcades amb pedra, amb l'ampit rectangular lleument destacat. La porta principal també està emmarcada amb pedra, però presenta un espai semicircular, a mode timpà, només amb les dues impostes de pedra. La façana encarada al passeig presenta un gran finestral delimitat amb barana de pedra i, al pis superior, tres finestres balconeres d'arc de mig punt, amb barana de pedra individual.

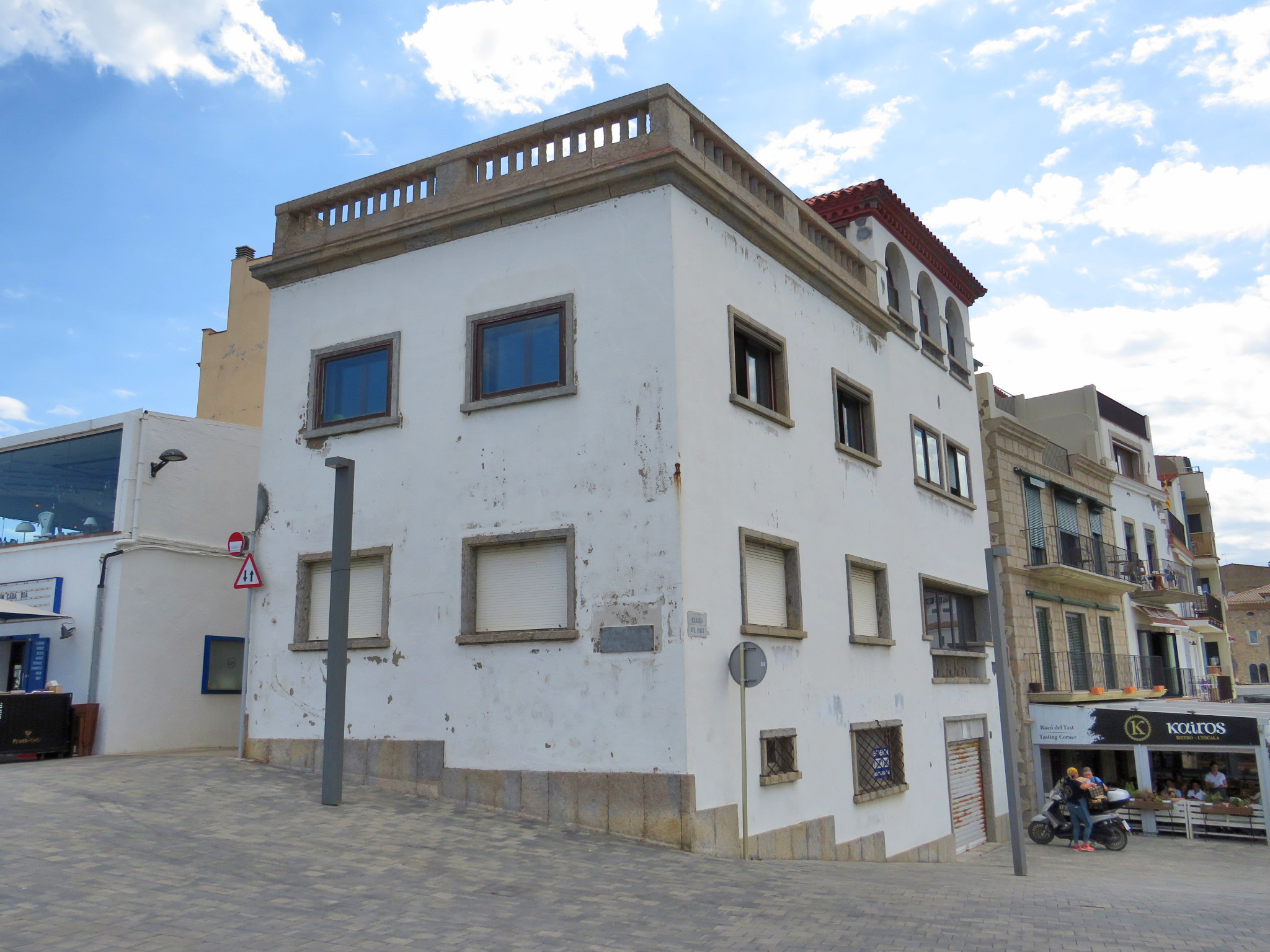
Vista des de la plaça de la Punta

La resta del parament està arrebossat i pintat de blanc.

## Història
La casa era propietat de la família Fresneda (fàbrica Netol). Josep Esteve Corredor va reformar l'edifici entre els anys 1946-1947.